# Eirik Labonne
Eirik Labonne (París; 4 de octubre de 1888 - 12 de noviembre de 1971). Fue un diplomático francés que comenzó a ejercer justo antes la Primera Guerra Mundial.

## Biografía
Hijo de Henry Labonne.  Su esposa, nacida Marie-Louise Charrier, prima de Paul Morand, falleció el 6 de octubre de 1988.

Durante su labor diplomática en España, y debido a su fe protestante y su defensa de la causa republicana, envió un informe al ministro de Exteriores de Francia, Ybon Delbos, el 16 de febrero de 1938 donde se atestiguaba el descrédito sufrido por el bando republicano como resultado de la violencia religiosa:
¡Qué espectáculo!... desde hace cerca de dos años y después de afrentosas masacres en masa de miembros del clero, las iglesias siguen devastadas, vacías, abiertas a todos los vientos. Ningún cuidado, ningún culto. Nadie se atreve a aproximarse a ellas. En medio de calles bulliciosas o de parajes desiertos, los edificios religiosos parecen lugares pestíferos. Temor, desprecio o indiferencia, las miradas se desvían. Las casas de Cristo y sus heridas permanecen como símbolos permanentes de la venganza y del odio. En las calles, ningún hábito religioso, ningún servidor de la Iglesia, ni secular ni regular. Todos los conventos han sufrido la misma suerte. Monjes, hermanas, frailes, todos han desaparecido. Muchos murieron de muerte violenta. Muchos pudieron pasar a Francia gracias a los meritorios esfuerzos de nuestros cónsules, puerto de gracia y aspiración de refugio para tantos españoles desde los primeros días de la tormenta. Por decreto de los hombres, la religión ha dejado de existir. Toda vida religiosa se ha extinguido bajo la capa de la opresión del silencio. A todo lo largo de las declaraciones gubernamentales, ni una palabra; en la prensa, ni una línea. Sin embargo, la España republicana se dice democrática. Sus aspiraciones, sus preocupaciones políticas esenciales, la empujan hacia las naciones democráticas de Occidente. Su Gobierno desea sinceramente, así lo proclama, ganar la audiencia del mundo, hacer evolucionar a España según sus principios y siguiendo sus vías. Como ellas, se declara partidario de la libertad de pensamiento, de la libertad de conciencia, de la libertad de expresión. Hace mucho tiempo ha aceptado el ejercicio del culto protestante y del culto israelita. Pero permanece mudo hacia el catolicismo y no lo tolera en absoluto. Para él el catolicismo no merece ni la libre conciencia, ni el libre ejercicio del culto. El contraste es tan flagrante que despierta dudas sobre su sinceridad, que arrastra el descrédito sobre todas sus restantes declaraciones y hasta sobre sus verdaderos sentimientos. Sus enemigos parecen tener derecho a acusarle de duplicidad o de impotencia. Como su interés, como infinitas ventajas le llevarían con toda evidencia a volverse hacia la Iglesia, se le acusa sobre todo de impotencia. A pesar de sus denegaciones, a pesar de todas las pruebas aducidas de su independencia y de su autonomía, se le cree ligado a las fuerzas extremistas, a los ateísmos militantes, a las ideologías extranjeras. Si fuera verdaderamente libre, se dice, si su inspiración e influencias procedieran efectivamente de Inglaterra o de Francia, ¿cómo ese Gobierno no ha atemperado el rigor de sus exclusivismos, olvidando su venganza, y reniega de su ideología?

## Carrera
Entró en la carrera diplomática en 1913, Eirik Labonne asumió las siguientes funciones:
- Secretario general del protectorado francés a Marruecos de 1928 a 1932[4] (bajo la residencia general de Théodore Steeg, hasta enero de 1929, después de Lucien Santo)
- Embajador durante la República española en Barcelona[5] y durante la guerra civil, de octubre 1937 a noviembre de 1938[6]
- Residente general en Túnez de noviembre 1938 a junio de 1940[7]
- Embajador en la URSS, durante la Segunda Guerra Mundial, del 12 de junio de 1940 a abril de 1941[8]
- Residente general en Marruecos del 2 de marzo de 1946 al 14 de mayo de 1947[9]